# حسگر فشار
سنسور فشار عموماً فشار گاز یا مایع را اندازه می‌گیرد. فشار به اصطلاح نیروی لازم برای جلوگیری از پخش شدن مایع است و معمولاً به صورت نیرو بر سطح تعریف می‌شود. سنسور فشار معمولاً به صورت مبدل کار می‌کند و سیگنالی تابع اثر فشار تولید می‌کند. برای این منظور می‌توان سیگنال الکتریکی در نظر گرفت.

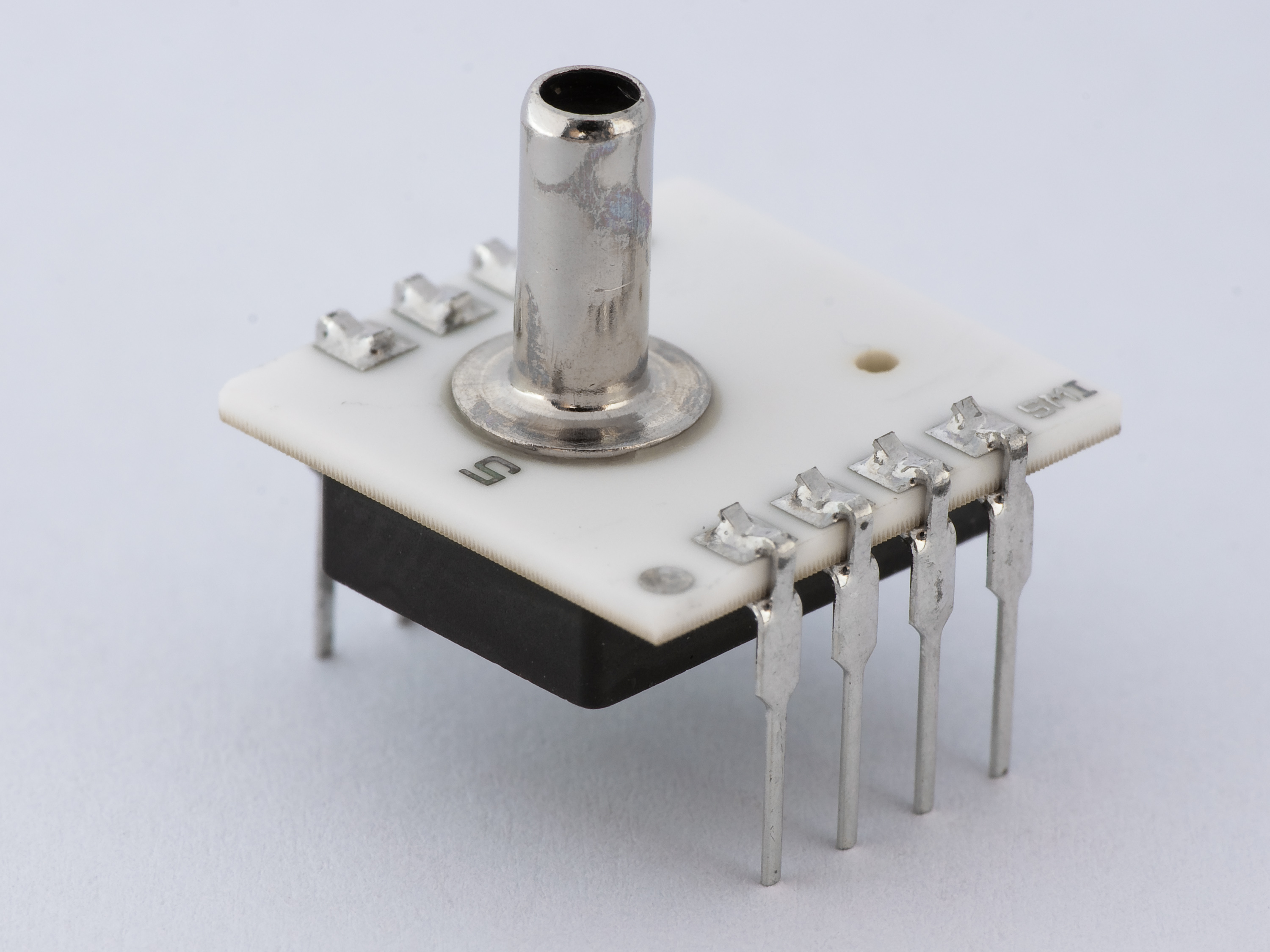
نمونه‌ای از(حسگر فشار)

سنسورهای فشار روزانه برای کنترل و مانیتورینگ هزاران کاربر استفاده می‌شوند. سنسورهای فشار می‌توانند به‌طور غیرمستقیم برای اندازه‌گیری سایر متغیرها استفاده شوند. برای مثال: دبی سیال/ گاز، سرعت، سطح مایع و ارتفاع از این متغیرها هستند. به سنسورهای فشار، مبدل‌های فشار، ترنسمیتر فشار، فرستنده فشار، نشان دهنده فشار، پیزومتر و مانومتر و … نیز گفته می‌شود.
سنسورهای فشار از نظر تکنولوژی، طراحی، عملکرد، کاربرد و قیمت باهم متفاوت هستند. با یک تخمین محافظه کارانه می‌توان گفت بیش از ۵۰ تکنولوژی و حداقل ۳۰۰ شرکت در سراسر جهان سازنده سنسور فشار هستند.
هم چنین طبقه‌ای از سنسورهای فشار وجود دارند که برای اندازه‌گیری حالت پویای تغییرات سریع در فشار طراحی شده‌اند. مثالی از کاربرد این نوع سنسور را می‌توان در اندازه‌گیری فشار احتراق سیلندر موتور یا گاز توربین مشاهده کرد. این سنسورها به‌طور عمده از مواد پیزوالکتریک مانند کوارتز ساخته شده‌اند. بعضی از سنسورهای فشار مانند آنچه در دوربین‌های کنترل ترافیک دیده می‌شود، به صورت باینری (دودویی) و خاموش/ روشن کار می‌کنند. برای مثال وقتی فشاری به سنسور فشار اعمال می‌شود، سنسور یک مدار الکتریکی را قطع یا وصل می‌کند. این سنسورها به سوئیچ فشار معروف هستند.

## انواعاندازه‌گیری فشار
سنسورهای فشار می‌توانند براساس بازه اندازه‌گیری، بازه دمای عملکرد و از همه مهمتر نوع فشار اندازه‌گیری طبقه‌بندی شوند. با توجه به نوع فشار، فشارسنج‌ها، به ۵ دسته طبقه‌بندی می‌شوند:
- سنسور فشار مطلق

این سنسور فشار یک نقطه نسبت به خلأ کامل (۰ psi) را اندازه می‌گیرد. فشار اتمسفریک ۱۰۱٫۳۲۵ KPa (یا ۱۴٫۷psi) در سطح دریا نسبت به خلأ است.
- سنسور فشار گیج Gauge

این سنسور در کاربردهای متفاوتی استفاده می‌شود زیرا می‌تواند برای اندازه‌گیری فشار یک نقطه نسبت به فشار اتمسفریک در نقطه دیگر کالیبره شود. گیج فشار تایر مثالی از نشانگر فشار گیج است. هنگامی که گیج فشار تایر مقدار ۰ psi را می‌خواند فشار داخل تایر ۱۴٫۷ psi است. یعنی برابر با فشار اتمسفر.
- سنسور فشار خلأ

این سنسور برای اندازه‌گیری فشار کمتر از فشار اتمسفر در نقطه‌ای مشخص استفاده می‌شود. مرجع سنسور خلأ در صنعت متفاوت است که ممکن است موجب اشتباه شود؛ فشار نسبت به فشار اتمسفر (مانند اندازه‌گیری فشار گیج منفی) و نیز فشار نسبت به فشار خلأ.
- سنسور فشار تفاضلی

این سنسور تفاضل بین فشار ۲ یا چند نقطه را که به عنوان ورودی معرفی می‌شوند اندازه می‌گیرد. برای مثال اندازه‌گیری افت فشار در فیلتر روغن. فشار تفاضلی هم چنین برای اندازه‌گیری دبی یا سطح در مخازن به کار می‌رود.
- سنسور فشار مهرشده(sealed)

این سنسور همانند سنسور فشار گیج است با این تفاوت که از قبل توسط سازنده برای اندازه‌گیری فشار نسبت به فشار سطح دریا کالیبره شده‌است.

## تکنولوژی حس کردن فشار
۲ دسته‌بندی اساسی برای سنسورهای آنالوگ فشار وجود دارد:
انواع جمع‌کننده نیرو: این نوع از سنسورهای فشار الکترونیکی عموماً از یک جمع‌کننده نیرو استفاده می‌کنند. (مانند دیافراگم، پیستون، لوله بوردونی) تا کشش را بر اساس نیروی اعمالی و فشار بر سطح اندازه بگیرد.
- گیج‌های کشش پیزو رزیستور

از اثر پیزو رزیستور گیج‌های کشش قرارداده شده بر روی تکیه گاه برای تعیین کشش ناشی از فشار اعمالی استفاده می‌کند. انواع تکنولوژی‌های معمول سیلیکون (مونو کریستالی)، پوسته نازک پلی سیلیکون، ورق فلز قرار داده شده بر روی تکیه، ورق ضخیم. عموماً گیج‌های کشش در یک ساختار مدار پل وتستون اتصال می‌یابند تا خروجی سنسور را حداکثر کنند. این معمول‌ترین تکنولوژی به کار گرفته شده برای اهداف عمومی اندازه‌گیری فشار است. این تکنولوژی‌ها با اندازه‌گیری فشار مطلق، گیج، خلأ و فشار تفاضلی وفق داده می‌شوند.
- خازنی

از دیافراگم و کاواک فشار برای ایجاد خازن متغیر استفاده می‌شود تا کشش ناشی از فشار اعمالی را تعیین کند. تکنولوژی‌های معمولی از فلز، سرامیک و دیافراگم‌های سیلیکون استفاده می‌کنند. این تکنولوژی‌ها برای فشارهای کم کاربرد دارند. (مطلق، تفاضلی و گیج)
در سنسور فشار نوع خازنی فشار تفاضلی به دیافراگم اعمال می‌شود که باعث می‌شود دیافراگم به یکی از صفحات خازن نزدیک شده و از دیگری دور شود؛ بنابراین ظرفیت خازن تغییر می‌کند که این تغییر متناسب با فشار اعمال شده به دیافراگم است. تغییر ظرفیت خازن توسط مدار الکتریکی و ترنسمیتر تبدیل به سیگنال الکتریکی می‌شود که در واحدهای فشار کالیبره شده‌است.
- الکترومغناطیسی

جابجایی دیافراگم از طریق تغییر در اندوکتانس (رلوکتانس)، LVDT، اثر هال یا قانون جریان ادی اندازه‌گیری می‌شود.
سنسور فشار القایی نشان داده شده در شکل ۱۲–۵ دارای دو سیم پیچی می‌باشد که با یک هسته مغناطیسی کوپل شده‌اند. هنگامی که فشار اعمال شده دیافراگم را حرکت دهد، این هسته جابجا می‌شود. خاصیت القایی توسط مدارهای الکترونیکی مانند مدارهای رزونانس اندازه‌گیری می‌شود.
- پیزو الکتریک

از اثر پیزو الکتریک در مواد معین همانند کوارتز استفاده می‌کند تا کشش ناشی از فشار را اندازه بگیرد. این تکنولوژی برای اندازه‌گیری فشارهای پویا استفاده می‌شود.
انواعی از کریستال‌ها به نام پیزوالکتریک در اثر تغییر شکل مکانیکی سیگنال الکتریکی تولید می‌کنند که سطح ولتاژ این سیگنال متناسب با میزان تغییر شکل است. کریستال به یک دیافراگم فلزی متصل است. یک سمت دیافراگم برای اندازه‌گیری فشار، در تماس با سیال فرایند می‌باشد و سمت دیگر دیافراگم به‌طور مکانیکی به کریستال متصل است. سیگنال ولتاژ خروجی کریستال دامنه کوچکی دارد (در محدوده میکرو ولت) پس باید یک تقویت کننده با امپدانس ورودی بالا به کار گرفته شود. به منظور جلوگیری از اتلاف سیگنال، تقویت‌کننده باید در نزدیکی سنسور نصب شود. کریستال تا دمای ۴۰۰ °F را تحمل می‌کند. تغییرات دما کریستال را تحت تأثیر قرار می‌دهد بنابراین جبران سازی دما باید صورت گیرد.
- نوری

از تغییر فیزیکی فیبر نوری برای تعیین کشش ناشی از فشار اعمالی استفاده می‌کند. به عنوان مثال درFiber Bragg Grating از این تکنولوژی استفاده می‌شود. این تکنولوژی در کاربردهایی که با چالش همراه هستند استفاده می‌شود. برای مثال در مکان‌های غیرقابل دسترس، دماهای بالا یا در تکنولوژی‌های ذاتاً مصون از تداخلات الکترومغناطیس و اندازه‌گیری‌های راه دور.
- پتانسیومتری

از حرکت جاروبک در طی مکانیزم مقاومتی برای تعیین کشش ناشی از فشار اعمالی استفاده می‌کند.
انواع دیگر
این انواع سنسورهای فشار الکترونیکی از خواص دیگر (مانند چگالی) برای تعیین فشار گاز یا مایع استفاده می‌کنند.
- رزونانس

اعمال فشار باعث ایجاد تغییر در چگالی گاز می‌شود و آن نیز موجب تغییر فرکانس رزونانس می‌شود. برای استفاده از این تکنولوژی می‌توان از ابزار «جمع‌کننده نیرو» مانند موارد ذکر شده در بالا استفاده کرد. هم چنین می‌توان عنصر رزونانس‌کننده را به‌طور مستقیم در معرض ماده قرار داد. در این صورت نیز فرکانس نوسان وابسته به چگالی ماده می‌باشد.
سنسورها از سیم‌های نوسان کننده، تیوب‌های نوسان کننده، کوارتز، و سیستم‌های میکرو الکترو_مکانیکی (MEMS) ساخته می‌شوند. در کل مشخصه این تکنولوژی، خروجی پایدار آن است.
- دما

با اعمال فشار به گاز، چگالی آن تغییر می‌کند و به دنبال آن، گذردهی گرمایی آن تغییر می‌کند. نمونه رایج این سنسورها، گیج‌های «پیرانی» هستند.
- یونیزاسیون

با اعمال فشار به گاز، چگالی آن تغییر می‌کند و به دنبال آن، جریان یون‌های موجود در آن تغییر می‌کند. نمونه‌های رایج این نوع سنسور، گیج‌های کاتد سرد و کاتد گرم است.
- دیگر

راه‌های دیگر نیز برای استنتاج فشار از طریق چگالی وجود دارد. (سرعت صوت، جرم، ضریب شکست)

## کاربردها
سنسور فشار کاربردهای زیادی دارند از جمله:
- اندازه‌گیری فشار

این کاربرد، کاربرد مستقیم سنسورهای فشار است که در مواردی از جمله تجهیزات هواشناسی، هواپیما، اتومبیل و سایر وسایلی که در آن‌ها فشار کارایی دارد به کار می‌رود.
- اندازه‌گیری ارتفاع از سطح دریا

کاربرد آن در هواپیما، موشک، ماهواره، بالن‌های هواشناسی و غیره می‌باشد. در تمامی این کاربردها از رابطه بین تغییرات فشار با ارتفاع نسبت به سطح دریا استفاده می‌شود۰
این معادله، برای ارتفاع سنجی تا ارتفاع ۳۶٫۰۹۰ فوت (۱۱٫۰۰۰ متر) تنظیم شده‌است.
در خارج از این بازه، شاهد خطا خواهیم بود. این خطا را می‌توان برای سنسورهای فشار مختلف محاسبه کرد. عامل این خطا، تغییرات ناشی از دما در ارتفاعات بالاتر می‌باشد.
ارتفاع سنج‌هایی با سنسور فشار تفکیک‌پذیری کمتر از ۱ متر دارند و تفکیک‌پذیری آن‌ها بهتر از نوع ارتفاع سنجی با سیستم GPS (که دارای تفکیک‌پذیری ارتفاع ۲۰ متر می‌باشد) است. در کاربردهای موقعیت یابی، برای تشخیص جاده‌های تپه‌ای (برای موقعیت یابی اتومبیل) یا ارتفاع طبقات ساختمان‌ها (برای موقعیت یابی فرد پیاده) استفاده می‌شود.
- اندازه‌گیری جریان

می‌توان با کمک اثر ونتوری و رابطه اش با فشار، جریا ن را اندازه گرفت. اختلاف فشار بین دو بخش یک تیوب نتوری (با قطرهای دهانه مختلف) اندازه‌گیری می‌شود. این اختلاف فشار، با سرعت جریان گذرنده از تیوب رابطه مستقیم دارد. از آنجا که این اختلاف فشار نسبتاً کوچک است از سنسور فشار با بازه کم استفاده می‌شود.
- اندازه‌گیری ارتفاع / عمق

می‌توان از سنسور فشار برای اندازه‌گیری ارتفاع سطح مایع استفاده کرد. معمولاً از این تکنیک برای اندازه‌گیری مکان جسم غوطه ور در آب (مانند غواص‌ها، زیر دریایی‌ها) یا ارتفاع سطح مایع درون یک مخزن (مانند مایع داخل برج آب) استفاده می‌شود. برای بیشتر کاربردهای عملی، سطح مایع متناسب با فشار است.
در مواردی مانند «آب شیرین» که زیر فشار اتمسفر می‌باشد داریم:
۱psi =۲۷٫۷ in H۲O
1pa = ۹٫۸۱ mm H۲O
معادله اصلی برای این اندازه‌گیری معادله زیر است:
P=ρ*g*h
p= فشار
ρ=چگالی مایع
g=گرانش
h=فشار سنسور بالای مایع ستون ارتفاع
- آزمایش نشتی

می‌توان با اندازه‌گیری افت فشار، نشتی سیستم را به دست آورد. روش‌های متداول برای این منظور، دو روش هستند:
۱. مقایسه فشار سیستم با فشار سیستمی با نشتی معلوم و استفاده از این اختلاف فشار
۲. اندازه‌گیری فشار و بررسی تغییرات آن در طول یک بازه زمان